# فهرست قنات‌های شهرستان ابهر
جدول زیر بر اساس آمار وزارت جهاد کشاورزی تهیه شده‌است. فهرست زیر قنات‌های شهرستان ابهر در استان زنجان را نشان می‌دهد.
| نام قنات        | موقعیت                       | نزدیک‌ترین روستا | طول قنات (متر) | تعداد میله چاه | عمق مادر چاه | دبی (لیتر بر ثانیه) | سطح زیر کشت (هکتار) |
| --------------- | ---------------------------- | --------------- | -------------- | -------------- | ------------ | ------------------- | ------------------- |
| اقچه            | بخشی نامعلوم در شهرستان ابهر | عباس‌آباد        | ۷۰۰            | ۰              | ۱۴           | ۲۰                  | ۳۲                  |
| امامزاده        | بخشی نامعلوم در شهرستان ابهر | سلطانیه         | ۵۲۰            | ۰              | ۰            | ۱۵                  | ۴۰                  |
| انگورانی        | بخشی نامعلوم در شهرستان ابهر | هیدج            | ۹۰۰            | ۰              | ۰            | ۳۰                  | ۱۳۵                 |
| اهک             | بخشی نامعلوم در شهرستان ابهر | اهک             | ۴۵۰۰۰          | ۰              | ۰            | ۱۵                  | ۵۰                  |
| اولنگ           | بخشی نامعلوم در شهرستان ابهر | روستا نامعلوم   | ۳۰۰            | ۰              | ۷            | ۸                   | ۲۷                  |
| باش کهریز       | بخشی نامعلوم در شهرستان ابهر | کلنگر           | ۵۵۰            | ۰              | ۱۴           | ۵                   | ۰                   |
| بالاسر          | بخشی نامعلوم در شهرستان ابهر | قره تپه         | ۲۱۰۰           | ۰              | ۰            | ۶                   | ۱۵                  |
| بالاسر          | بخشی نامعلوم در شهرستان ابهر | قره تپه         | ۲۰۰۰           | ۰              | ۰            | ۵                   | ۱۵                  |
| بالاکهریز       | بخشی نامعلوم در شهرستان ابهر | سلطانیه         | ۵۳۰            | ۰              | ۰            | ۲۰                  | ۵۰                  |
| بایدره          | بخشی نامعلوم در شهرستان ابهر | قارلوق          | ۲۲۰            | ۰              | ۰            | ۲                   | ۵                   |
| بهرم‌آباد        | بخشی نامعلوم در شهرستان ابهر | سلطانیه         | ۴۵۰            | ۰              | ۰            | ۳۰                  | ۶۹                  |
| بوجی            | بخشی نامعلوم در شهرستان ابهر | سلطانیه         | ۴۴۰            | ۰              | ۰            | ۱۲                  | ۵۹                  |
| جلالیه          | بخشی نامعلوم در شهرستان ابهر | قلعه سیاه       | ۸۵۰            | ۰              | ۱۶           | ۲۲                  | ۳۸                  |
| جلوخان          | بخشی نامعلوم در شهرستان ابهر | سلطانیه         | ۷۲۰            | ۰              | ۰            | ۲۵                  | ۶۰                  |
| جوهره           | بخشی نامعلوم در شهرستان ابهر | سلطانیه         | ۳۰۰            | ۰              | ۹            | ۱۲                  | ۳۰                  |
| جی جی           | بخشی نامعلوم در شهرستان ابهر | قارلوق          | ۲۵۰            | ۰              | ۰            | ۸                   | ۲۰                  |
| حاج ابوالحسن    | بخشی نامعلوم در شهرستان ابهر | قارلوق          | ۴۰۰            | ۰              | ۰            | ۳                   | ۶                   |
| حسین‌آباد        | بخشی نامعلوم در شهرستان ابهر | صائین قلعه      | ۱۰۰۰۰          | ۰              | ۰            | ۱۱                  | ۵۰                  |
| حسین‌آباد صباحی  | بخشی نامعلوم در شهرستان ابهر | صائین قلعه      | ۱۳۵۰           | ۰              | ۰            | ۱۳                  | ۱۰                  |
| خلفلو           | بخشی نامعلوم در شهرستان ابهر | کبودچشمه        | ۴۸۰            | ۰              | ۰            | ۱۰                  | ۳۰                  |
| داغ کهریز       | بخشی نامعلوم در شهرستان ابهر | خراسانلو        | ۳۸۰            | ۰              | ۱۱           | ۶                   | ۰                   |
| دره بابالوقلو   | بخشی نامعلوم در شهرستان ابهر | درسجین          | ۲۰۰۰           | ۰              | ۰            | ۷                   | ۲۵                  |
| دروازه          | بخشی نامعلوم در شهرستان ابهر | سلطانیه         | ۹۰۰            | ۰              | ۰            | ۲۰                  | ۵۰                  |
| زره کوبند       | بخشی نامعلوم در شهرستان ابهر | ابهر            | ۳۶۰            | ۰              | ۰            | ۶                   | ۵۰                  |
| ساریجالو        | بخشی نامعلوم در شهرستان ابهر | ساریجالو        | ۶۳۰            | ۰              | ۱۱           | ۲۵                  | ۴۰                  |
| ساریجالو        | بخشی نامعلوم در شهرستان ابهر | ساریجالو        | ۵۰۰            | ۰              | ۱۲           | ۲۵                  | ۵۰                  |
| ساریجالو        | بخشی نامعلوم در شهرستان ابهر | ساریجالو        | ۲۸۰            | ۰              | ۷            | ۱۵                  | ۳۵                  |
| ساریجالو شوردره | بخشی نامعلوم در شهرستان ابهر | ساریجالو        | ۳۵۰            | ۰              | ۹            | ۱۵                  | ۲۸                  |
| سدکهریزان       | بخشی نامعلوم در شهرستان ابهر | سلطانیه         | ۲۰۰            | ۰              | ۰            | ۰                   | ۰                   |
| سلیمان کندی     | بخشی نامعلوم در شهرستان ابهر | سلیمان کندی     | ۱۸۰            | ۰              | ۶            | ۵                   | ۲۰                  |
| شاه بلاغی       | بخشی نامعلوم در شهرستان ابهر | سلطانیه         | ۸۵۰            | ۰              | ۰            | ۶۰                  | ۱۶۰                 |
| شمس اله         | بخشی نامعلوم در شهرستان ابهر | عباس‌آباد        | ۵۰۰            | ۰              | ۰            | ۲                   | ۳                   |
| شمس اله اسحاق   | بخشی نامعلوم در شهرستان ابهر | عباس‌آباد        | ۷۰۰            | ۰              | ۰            | ۳                   | ۵                   |
| شمس اله شوزب    | بخشی نامعلوم در شهرستان ابهر | عباس‌آباد        | ۶۰۰            | ۰              | ۰            | ۲٫۵                 | ۲                   |
| طاهری           | بخشی نامعلوم در شهرستان ابهر | صائین قلعه      | ۷۰۰            | ۰              | ۰            | ۴                   | ۱۵                  |
| عالم‌آباد        | بخشی نامعلوم در شهرستان ابهر | سلطانیه         | ۶۵۰            | ۰              | ۰            | ۳۰                  | ۶۵                  |
| عمومی           | بخشی نامعلوم در شهرستان ابهر | ارهان           | ۱۰۰۰           | ۰              | ۰            | ۵                   | ۱۰                  |
| عمومی           | بخشی نامعلوم در شهرستان ابهر | جلگه زاوه       | ۳۵۶            | ۰              | ۰            | ۱۰                  | ۵                   |
| عمومی           | بخشی نامعلوم در شهرستان ابهر | روستا نامعلوم   | ۱۰۰۰           | ۰              | ۰            | ۴                   | ۲۵                  |
| عمومی           | بخشی نامعلوم در شهرستان ابهر | قویجوق          | ۲۷۰۰           | ۰              | ۰            | ۵                   | ۱۷                  |
| عمومی دوستان    | بخشی نامعلوم در شهرستان ابهر | دوستان          | ۴۳۰            | ۰              | ۸            | ۱۵                  | ۵۰                  |
| فنجان‌آباد       | بخشی نامعلوم در شهرستان ابهر | سلطانیه         | ۳۰۰            | ۰              | ۰            | ۲۰                  | ۴۲                  |
| فنجان‌آباد       | بخشی نامعلوم در شهرستان ابهر | سلطانیه         | ۴۰۰            | ۰              | ۸            | ۱۵                  | ۳۰                  |
| قبله            | بخشی نامعلوم در شهرستان ابهر | صائین قلعه      | ۳۰۰۰           | ۰              | ۰            | ۱۵                  | ۶۰                  |
| قربانقلی        | بخشی نامعلوم در شهرستان ابهر | هیدج            | ۱۵۰۰           | ۷۱             | ۲۰           | ۳۰                  | ۱۲۰                 |
| قره بلاغ        | بخشی نامعلوم در شهرستان ابهر | قره بلاغ        | ۱۰۰۰           | ۰              | ۰            | ۳                   | ۸                   |
| قره بلاغ        | بخشی نامعلوم در شهرستان ابهر | قره بلاغ        | ۱۵۰۰           | ۰              | ۰            | ۸                   | ۱۰                  |
| قره بلاغ        | بخشی نامعلوم در شهرستان ابهر | قره بلاغ        | ۱۳۰۰           | ۰              | ۰            | ۵                   | ۱۰                  |
| قلجه            | بخشی نامعلوم در شهرستان ابهر | قلجه            | ۱۵۰۰           | ۰              | ۰            | ۵                   | ۲۵                  |
| قمداق           | بخشی نامعلوم در شهرستان ابهر | سلطانیه         | ۳۸۰            | ۰              | ۱۰           | ۱۸                  | ۴۰                  |
| محمدقلی         | بخشی نامعلوم در شهرستان ابهر | هیدج            | ۶۵۰            | ۳۰             | ۱۰           | ۱۵                  | ۶۵                  |
| میرآباد         | بخشی نامعلوم در شهرستان ابهر | جلگه زاوه       | ۳۲۰            | ۰              | ۸            | ۱۶                  | ۳۵                  |
| نادرآباد        | بخشی نامعلوم در شهرستان ابهر | نادرآباد        | ۲۰۰            | ۰              | ۵            | ۵                   | ۱۸                  |
| نودایر          | بخشی نامعلوم در شهرستان ابهر | صائین قلعه      | ۱۰۰۰۰          | ۰              | ۰            | ۱۵                  | ۶۰                  |
| ورودجهان        | بخشی نامعلوم در شهرستان ابهر | سلطانیه         | ۶۰۰            | ۰              | ۱۵           | ۳۰                  | ۷۰                  |
| ویک             | بخشی نامعلوم در شهرستان ابهر | ولک             | ۲۴۰            | ۰              | ۶            | ۱۰                  | ۳۵                  |
| پری رخ          | بخشی نامعلوم در شهرستان ابهر | صائین قلعه      | ۲۰۰۰           | ۰              | ۰            | ۱۲                  | ۸۰                  |
| کازرون          | بخشی نامعلوم در شهرستان ابهر | سلطانیه         | ۵۵۰            | ۰              | ۱۴           | ۲۵                  | ۵۰                  |
| کاهور           | بخشی نامعلوم در شهرستان ابهر | سلطانیه         | ۲۵۰            | ۰              | ۷            | ۱۰                  | ۲۵                  |
| کربلائی برجعلی  | بخشی نامعلوم در شهرستان ابهر | هیدج            | ۴۸۰            | ۲۴             | ۰            | ۱۰                  | ۴۰                  |
| کند             | بخشی نامعلوم در شهرستان ابهر | برازبین         | ۳۵۰۰           | ۰              | ۰            | ۶                   | ۲۷                  |
| کند             | بخشی نامعلوم در شهرستان ابهر | هیدج            | ۸۵۰            | ۰              | ۰            | ۲۰                  | ۵۲                  |
| کهک             | بخشی نامعلوم در شهرستان ابهر | کبودچشمه        | ۱۱۰۰           | ۰              | ۰            | ۲۰                  | ۶۰                  |
| کورجان          | بخشی نامعلوم در شهرستان ابهر | کبودچشمه        | ۳۵۰            | ۰              | ۰            | ۱۰                  | ۳۵                  |
| گواز            | بخشی نامعلوم در شهرستان ابهر | صائین قلعه      | ۱۳۰۰           | ۰              | ۰            | ۱۲                  | ۷۵                  |
| گولجک           | بخشی نامعلوم در شهرستان ابهر | کبودچشمه        | ۴۲۰            | ۰              | ۰            | ۱۰                  | ۳۰                  |
| گیوه کش         | بخشی نامعلوم در شهرستان ابهر | کبودچشمه        | ۷۰۰            | ۰              | ۰            | ۱۸                  | ۴۵                  |